# Resolució 2261 del Consell de Seguretat de les Nacions Unides
La Resolució 2261 del Consell de Seguretat de les Nacions Unides fou adoptada per unanimitat el 25 de gener de 2016. El Consell va aprovar l'enviament d'observadors a Colòmbia per supervisar l'alto el foc entre el govern i les FARC.

## Antecedents
A Colòmbia hi havia hagut un conflicte armat entre l'exèrcit governamental, grups paramilitars, grups rebels d'esquerres i bandes de narcotraficants des de mitjan anys seixanta. Les Forces Armades Revolucionàries de Colòmbia (FARC) són un dels més grans. Nascudes de la insatisfacció per la desigualtat entre terratinents i agricultors, el grup d'inspiració marxista-leninista va alçar-se en armes contra el govern conservador. Amb el temps, el grup es va convertir en una organització terrorista, finançada pel narcotràfic i el rescat dels segrestos. Amb el suport dels Estats Units, el govern va lluitar seriosament contra les FARC, i després del 2000 el nombre de lluitadors va decaure força.
El 2012, les converses de pau entre el Govern i les FARC van començar a posar fi al conflicte. Veneçuela, Cuba i Noruega van participar com a mediadors.

## Contingut
El 26 d'agost de 2012 es va signar a l'Havana l'Acord General per acabar amb el conflicte i construir una pau estable i duradora entre el govern colombià i el moviment rebel FARC. Les dues parts van preveure que l'acord de pau final inclogués un mecanisme d'observació per vigilar l'alto el foc i el lliurament d'armes. El govern colombià havia demanat a l'ONU que proporcionés el component internacional d'aquest mecanisme, en forma d'una missió política integrada per observadors desarmats d'Estats membres de la Comunitat d'Estats Llatinoamericans i Caribenys (CELAC). Aquesta missió també s'encarregaria del lideratge del mecanisme i de la resolució de les disputes.
El Consell de Seguretat va decidir establir la missió sol·licitada per un període de dotze mesos, encapçalada per un Representant Especial del Secretari General. Aquest període començaria després que el govern colombià i les FARC haguessin signat el seu acord final de pau. Es va demanar al secretari general Ban Ki-moon que preparés l'abast i el mandat de la missió.